# Le Rasoir d'Occam (roman de Duncan)
Pour les articles homonymes, voir Rasoir d'Ockham (homonymie).
Le Rasoir d'Occam (titre original : Occam's Razor) est un roman de science-fiction écrit par David Duncan en 1957.

## Résumé
Sur une base militaire américaine où l'on s'apprête à lancer la fusée Luna 1, l'expérience d'un savant sur le principe du rasoir d'Occam provoque un phénomène inhabituel, menant à la défaillance de tous les appareils. Un couple d'étrangers à l'allure peu courante apparaît alors comme par enchantement dans ce qui s'avère être l'un des endroits les plus protégés du monde.
Comment sont-ils arrivés là ? Qui sont-ils ?

## Commentaire
David Duncan exploite le principe fondamental du rasoir d'Occam qui est le suivant : « Les multiples ne doivent pas être utilisés sans nécessité » (pluralitas non est ponenda sine necessitate).
À travers les bulles de savon, qui sont censées suivre ce principe par nature en adoptant la position optimale pour recouvrir l'espace, Duncan projette la théorie et se permet même d'en inventer de nouvelles.
Exploitant des bases théoriques loin d'être simples, le livre s'adresse à un public averti sous peine de se noyer dans un flot de termes scientifiques peu éclairés.